# Bogdana Herman
Bogdana Hermanje profesorica slavistike in učiteljica veščin sporazumevanja, pesnica, raziskovalka in pevka ljudskih pesmi. 
Rojena v Ljubljani leta 1948. 

## Življenje in delo
Osnovno šolo, gimnazijo in Filozofsko fakulteto je obiskovala v Ljubljani. Leta 1972 je diplomirala na slavistiki in bila tam tudi pripravnica. V času študija je bila novinarka na Radiu študent od njegove ustanovitve leta 1969. 
V družbenopolitičnih organizacijah in v medijih je delala na področju kulturne in posebej jezikovne politike. 
Na RTV Slovenija se je kot pomočnica direktorja TV programov posvečala oblikovanju letnih programov in organizaciji javnih razprav o njih po vsej Sloveniji. 
Od sredine 90. let se ukvarja s poslovno komunikacijo, posebej s proučevanjem in poučevanjem javnega nastopanja, kriznega komuniciranja, dialogike in pogajalskih tehnik. Za TV Piko je pripravila in izvedla 35 polurnih odddaj o formalnem in neformalnem sporazumevanju, ki so bile na sporedu v letih 1999 in 2000. Do leta 2015 je predavala retoriko na Pravni fakulteti v Ljubljani.
Še vedno individualno svetuje in vodi skupinske delavnice na temo besednega in nebesednega sporazumevanja.
Pesmi je začela pisati z 12. leti. Prve objave so bile v Pionirskem listu in nato predvsem v šestdeseti in sedemdesetih letih 20. stoletja v Mladih potih, Mladini, Tribuni, Zalivu, Prostoru in času, Obrazih, Sodobnosti, Problemih  ter branja na RŠ in literarnih večerih. 
Ljudska pesem jo je zasvojila že v otroštvu. V študentskem obdobju je s samostojnim petjem ob kitari poustvarjala protestniške pesmi in tudi pesmi sveta. Takrat je nastala eksperimentalna glasbena skupina Salamander (Tomaž Pengov, Milan Dekleva, Lado Jakša, Matjaž Krainer, Sašo Malahovsky, Jerko Novak, Božidar Ogorevc, Meta Stare, Metka Zupančič). 
Pripravlja, vodi in sodeluje v številnih radijskih in televizijskih oddajah na temo ljudskih pesmi. Petje tudi poučuje.
Posebej se posveča ljudskim pesmim iz Rezije in Prekmurja.
V dolgoletni karieri je nastopila na številnih samostojnih koncertih po vsej Sloveniji in v več kot 20-ih državah sveta.  
Čeprav največkrat nastopa sama brez spremljave je vedno odprta za različna sodelovanja. Umetniki, s katerimi je večkrat sodelovala: Tomaž Pengov, Mira Omerzel-Terlep, Matija Terlep, Svetlana Makarovič, Lado Jakša, Vlado Kreslin, Milena Kosec, Mojca Zlobko Vajgl, Silvana Paletti, Zvonka T. Simčič, Jure Tori, Borut Savski, Marko Banda (glasba), Jože Babič in Damir Zlatar Frey (gledališče).  
Pomembni samostojni koncerti doma in v tujini: 
- Cankarjev dom

Sodelovanja na pomembnih festivalih:
- 1996 Drugi godba  v Ljubljani,
- večkrat na festivalu Okarina na Bledu,
- 1997 na TV festivalu Euromusica v Trondheimu na Norveškem,
- 1998 na 20. EBU Folk Contemporary Festivalu v Portorožu.
- na mađarskem

## Odlikovanja
Za nesebično umetniško razdajanje je bila v Državici Ptičjestrašilni odlikovana z nazivom častna državičina umetnica.

## Diskografija
Tomaž Pengov: Odpotovanja (LP), Študentska založba, Škuc, Ljubljana, 1973
Tomaž Pengov, glasba iz filma Krč. Tihe so njive, več izvajalcev, izdala Viba film, Ljubljana, 1979
Bogdana Herman, Mira Omerzel-Terlep, Matija Terlep: Slovenske ljudske pesmi in glasbila LP1 in 2, založba RTV Beograd, 1982
Kviz GMS 1984 Slovenska ljudska glasba, več izvajalcev, kaseta 1 in 2, založba GMS, Ljubljana, 1984
Svetlana Makarovič: Medena Pravljica, več izvajalcev, kaseta, založba Vesper, Komenda, 1991
Koledarček 1991, več izvajalcev, kaseta, založba Mladinska knjiga, Ljubljana, 1991 
Romeo in Julija, pripovedka iz Skakespearea, več izvajalcev, kaseta, založba Menart, Ljubljana, 1995
Bogdana Herman: Stare ljudske (CD), Ljubljana: ZKP RTVS, 1995 
Pojte, pojte drobne ptice, preženite vse meglice, več izvajalcev, kaseta, založba Mladinska knjiga ljubljana, 1998
Bogdana Herman in Andi Sobočan: Bogomila, Slovenske ljudske pesmi (CD), KUD Folk Slovenija, Ljubljana, 2008
Bogdana Herman in Jure Tori: Čas je (CD), založba Klopotec, 2011
Bogdana Herman in Borut Savski: Novokomponirane slovenske ljudske pesmi (CD), Založba TRIVIA Records, Ljubljana 2012 

## Dokumentarni film
Amir Muratović: Kruhovo leto, dokumentarni film, poje Bogdana Herman, ZKP RTV Slovenija, Ljubljana, 2006
Po Travnikih s Stanetom Sušnikom, dokumentarni film, več sosprehajalcev, TV Slovenija, Ljubljana, 2007